# زیارت (دشتی)
زیارت، روستایی است از توابع شهرستان دشتی بخش کاکی استان بوشهر ایران.
این روستا مرکز  دهستان کبگان  است.

## موقعیت
زیارت در فاصله ۷۵ کیلومتری از مرکز شهرستان دشتی (خورموج) واقع شده است. این روستا، شمال رودخانه مند در منتهای جنوبی کوه مند قرار دارد و با روستاهای کبگان و کردوان سفلی همجوار می‌باشد.

## جمعیت
این روستا در دهستان کبگان قرار دارد و بر اساس سرشماری سال ۱۳۸۵ آمار رسمی جمعیت آن ۸۵۶ نفر (۲۰۲ خانوار) می‌باشد.